# 亨里埃塔島
亨里埃塔島是俄羅斯的島嶼，由薩哈共和國負責管轄，位於東西伯利亞海北部，屬於德朗群島的一部分，直徑約6公里，面積約12平方公里，最高點海拔高度315米。